# Ida Gullberg
Ida Gullberg (* 25. September 1998 in Anderslöv, Schweden) ist eine schwedische Handballspielerin, die dem Kader der schwedischen Nationalmannschaft angehört.

## Karriere

### Im Verein
Gullberg erlernte das Handballspielen beim schwedischen Verein H 65 Höör. Ab der Saison 2016/17 wurde die Außenspielerin in der Erstligamannschaft von H 65 Höör eingesetzt. Mit dem Verein gewann sie 2017 die schwedische Meisterschaft. Im selben Jahr stand sie mit Höör im Finale des EHF Challenge Cups. Ab der Saison 2023/24 stand sie beim deutschen Bundesligisten Thüringer HC unter Vertrag. Mit dem Thüringer HC gewann sie im Jahr 2025 die EHF European League. Seit dem Sommer 2025 läuft sie für den dänischen Erstligisten HØJ Håndbold auf.

### In Auswahlmannschaften
Gullberg bestritt am 23. März 2018 ihr erstes Länderspiel für die schwedische Juniorinnennationalmannschaft, für die sie 17 Treffer in 13 Partien erzielte. Mit dieser Auswahlmannschaft nahm die Linkshänderin an der U-20-Weltmeisterschaft 2018 teil. Gullberg gab am 26. November 2021 ihr Länderspieldebüt für die schwedische A-Nationalmannschaft gegen die montenegrinische Auswahl, gegen die sie drei Tore warf. Bislang erzielte sie vier Treffer in sieben Länderspielen.